# 蟲草成名
蟲草成名（英語：Cordyceps Six），是一匹曾在香港出賽的已退役賽駒，馬主是香港演藝界名人米雪（嚴惠玲），在港練馬師早期是高伯新，後期是呂健威。

## 簡介
2021年4月11日，「蟲草成名」於香港首次出賽。
2021年5月2日，「蟲草成名」打開其在港的勝利之門。
2022年5月22日，巴度策騎「蟲草成名」勝出國際三級賽沙田銀瓶。賽後，馬主米雪說：「『蟲草成名』今場勝出沙田銀瓶，這是我第一次勝出分級賽冠軍，捧盃而回，我十分開心。賽前我曾入倉探望『蟲草成名』，牠很有靈性，我覺得我們是心靈相通，牠好乖好叻仔，我非常感謝練馬師高伯新對馬兒的悉心照料，牠在港已經取得六場頭馬，我十分滿意，未來部署交由練馬師決定。」
2023年4月22日，「蟲草成名」從高伯新馬房轉投呂健威馬房，並於6月4日力爭衛冕沙田銀瓶，結果在何澤堯胯下跑獲季軍，不過由於左前球節受傷的關係，7月11日宣告退役，正式結束其競賽生涯。

## 在港勝出賽事全紀錄
| 比賽日期   | 賽事名稱             | 賽事班次 | 賽道 | 賽事路程 | 比賽馬場 | 名次 | 完成時間 | 騎師   |
| ---------- | -------------------- | -------- | ---- | -------- | -------- | ---- | -------- | ------ |
| 02/05/2021 | 淘金者平磅賽         | 新馬賽   | 草地 | 1000米   | 沙田馬場 | 1    | 0:57.06  | 彭國年 |
| 19/09/2021 | 畫眉讓賽             | 第四班   | 草地 | 1000米   | 沙田馬場 | 1    | 0:56.29  | 周俊樂 |
| 07/11/2021 | SUISSE PROGRAMME讓賽 | 第三班   | 草地 | 1000米   | 沙田馬場 | 1    | 0:55.25  | 周俊樂 |
| 03/02/2022 | 好運讓賽             | 第三班   | 草地 | 1000米   | 沙田馬場 | 1    | 0:56.45  | 薛恩   |
| 27/02/2022 | 瀝源讓賽             | 第二班   | 草地 | 1200米   | 沙田馬場 | 1    | 1:09.17  | 薛恩   |
| 22/05/2022 | 沙田銀瓶（讓賽）     | G3       | 草地 | 1200米   | 沙田馬場 | 1    | 1:08.40  | 巴度   |

## 在港一級賽出賽全紀錄
| 比賽日期   | 賽事名稱         | 賽事班次 | 賽道 | 賽事路程 | 比賽馬場 | 名次 | 完成時間 | 騎師   |
| ---------- | ---------------- | -------- | ---- | -------- | -------- | ---- | -------- | ------ |
| 11/12/2022 | 浪琴香港短途錦標 | G1       | 草地 | 1200米   | 沙田馬場 | 7    | 1:09.20  | 蘇兆輝 |

## 外部連結
- . 2022-05-22  [2022-05-22]. （原始内容存档于2023-09-24）.